# Magnus Carlsen
Sven Magnus Øen Carlsen (Tønsberg, 30. studenoga 1990.) je norveški šahovski velemajstor i 16. svjetski šahovski prvak. Njegov najveći Elo rejting po FIDE-u je 2882 što je ujedno i najviši rejting u povijesti igre.
Šahovsko čudo od djeteta, dobio titulu velemajstora s 13 godina, dvije godine poslije kao petnaestogodišnjak osvojio Norveško šahovsko prvenstvo. 2009. prešao je rejting od 2800 te postao svjetski broj jedan 2010. godine te postao najmlađa osoba kojoj je to uspjelo.
Svjetski prvak postaje 2013. godine pobijedivši Indijca Viswanathana Ananda. Naslov je obranio 2 puta, 2014. pobijedivši Ananda uz što je osvojio još dva svjetska prvenstva u brzopoteznom šahu, u inačicama rapid i blitz., nakon čega postaje prva osoba koja je istovremeno držala sva tri naslova. Godine 2016. ju brani protiv Sergeja Karjakina.
Naslov brani po četvrti puta 2018. pobijedivši izazivača Fabiana Caruanu nakon 12 neriješenih partija u klasičnom formatu i rezultata 3-0 u tie-breaku.

## Djetinjstvo
Rođen u Tønsbergu u Norveškoj. Kao dijete proveo je po godinu dana živeći u Finskoj i Belgiji.
Intelekt je počeo pokazivati pri ranoj dobi od 2 godine kada je mogao složiti slagalice od 50 dijelova; s četiri godine je slagao Lego setove s instrukcijama namijenjene djeci od 10 do 14 godina. 
Njegov otac, amaterski šahist, naučio ga je pravilima šaha s 5 godina, no Magnus nije pokazao posebno zanimanje za igru. Godine 2010. izjavio je kako ga je želja da pobijedi stariju sestru motivirala da se ozbiljnije pozabavi šahom.
U početcima je trenirao igrajući sam protiv sebe satima. Bivši trener, Simen Agdestein, naglašava Carlsenovo izvanredno pamćenje i činjenicu da je s 5 godina znao površine, populaciju, zastave i glavne gradove svih zemalja na svijetu.

## Stil igre
Kao tinejdžer bio je poznat po napadačkoj igri dok je danas podjednako dobar u svim aspektima igre iz čega se ističe njegovo majstorstvo u igranju završnice.

## Odbacivanje naslova
Nakon Bobbyja Fischera i Garryja Kasparova, i sam se odrekao prava na obranu titule svjetskog prvaka 20. srpnja 2022. na Grand Chess Touru održanom u Zagrebu, a zanimljivo je da se 20. srpnja obilježava kao Međunarodni dan šaha.
Garry Kasparov je komentirao tu odluku riječima: 
"Povijest se ponavlja. Gotovo prije 30 godina napustio sam FIDE. Razumijem da postoje mnogi razlozi zbog kojih je Magnus donio takvu drastičnu odluku. Vjerujem da nije sretan s FIDE kao organizacijom, a to sam ja govorio mnogo desetljeća. To nije organizacija koja garantira profesionalni razvoj šaha. I dalje ju kontroliraju Rusi, a s obzirom na trenutačne međunarodne odnose, to nije dobar znak za budućnost organizacije. Mislim da je umoran zbog igranja ovih mečeva. Jučer je na konferenciji za medije rekao da bi bio komforniji s formatom Grand Chess Toura koji uključuje klasični, rapid i blitz šah. Razumijem takve odluke i brige. Šah postaje brži i dinamičniji i moramo pronaći nove formate da zadovolje očekivanja javnosti. Ne znam koji su njegovi planovi. Bio sam iznenađen kao i svi drugi, iako je on to nagovijestio. Ali vrijeme objave je zanimljivo. Pošto imam hrvatsko državljanstvo, sretan sam što je objavio sad kad je u Zagrebu jer je učinio Grand Chess Tour u Zagrebu još važnijim. Koncentirajmo se na pozitivno, sada su Zagreb i Hrvatska u centru šahovskog svijeta i vidjet ćemo što će se dogoditi. Ovaj turnir u Zagrebu će imati svoje mjesto u povijesti jer je Carlsen odlučio napustiti FIDE."

## Osobni život
Carlsen je socijaldemokrat.
Dana 4. siječnja 2025. oženio se Ellom Victorijom Malone. Ceremonija vjenčanja bila je privatna i održala se u kapelici Holmenkollen Chapel  u Oslu u Norveškoj.
U svibnju 2025. izjavio je da mu je Zagreb najdraži grad na svijetu.

## Zanimljivosti
Na svom X računu 22. svibnja 2025. Carlsen, inače navijač Real Madrida, objavio je kratku poruku povodom obznane o završetku karijere Luke Modrića u Real Madridu: "Hvala ti na svemu, Luka. Oličenje si veličine, upornosti i gracioznosti."